# Parco nazionale dei monti Mahale
Il Parco nazionale dei monti Mahale è una area naturale protetta della Tanzania che sorge sulle coste del lago Tanganica.

## Territorio
Il parco, esteso su un'area di 1.613 km², si trova circa 128 km a sud della città di Kigoma, sulla costa orientale del lago Tanganica, le cui acque ricadono, per una striscia di circa un miglio, nel territorio dell'area protetta.

L'area è dominata dalla omonima catena montuosa, che con il monte Nkungwe raggiunge i 2.460 m di altitudine, ed è tradizionalmente considerata territorio delle tribù Watongwe e Waholoholo.
Non essendo collegato né percorso da strade, il parco può essere raggiunto solo via battello attraverso il lago.

## Flora
Oltre 3/4 della superficie del parco sono ricoperti dalla foresta di miombo, dominata da Brachystegia spp. e Julbernardia spp.
La fascia in cui le montagne degradano verso la riva del lago è ricoperta da una foresta di bassa quota, localmente nota come kasoge, che si estende da 800 m sino a 1.300 m di altitudine, dominata da specie dei generi Canarium, Albizia, Cynometra, Khaya, Xylopia, Pseudospondias, Ficus, Pycnanthus e Garcinia. Al di sopra di essa i fianchi della montagna sono ricoperti da un alternarsi di boschetti di bamboo e di foresta d'alta quota, per molti versi simile a quella del monte Kilimanjaro, con alberi delle specie Podocarpus, Bersama, Nuxiacongesta, Macaranga e Croton. Oltre i 2.300 m la foresta lascia spazio alle praterie d'alta quota.

## Fauna

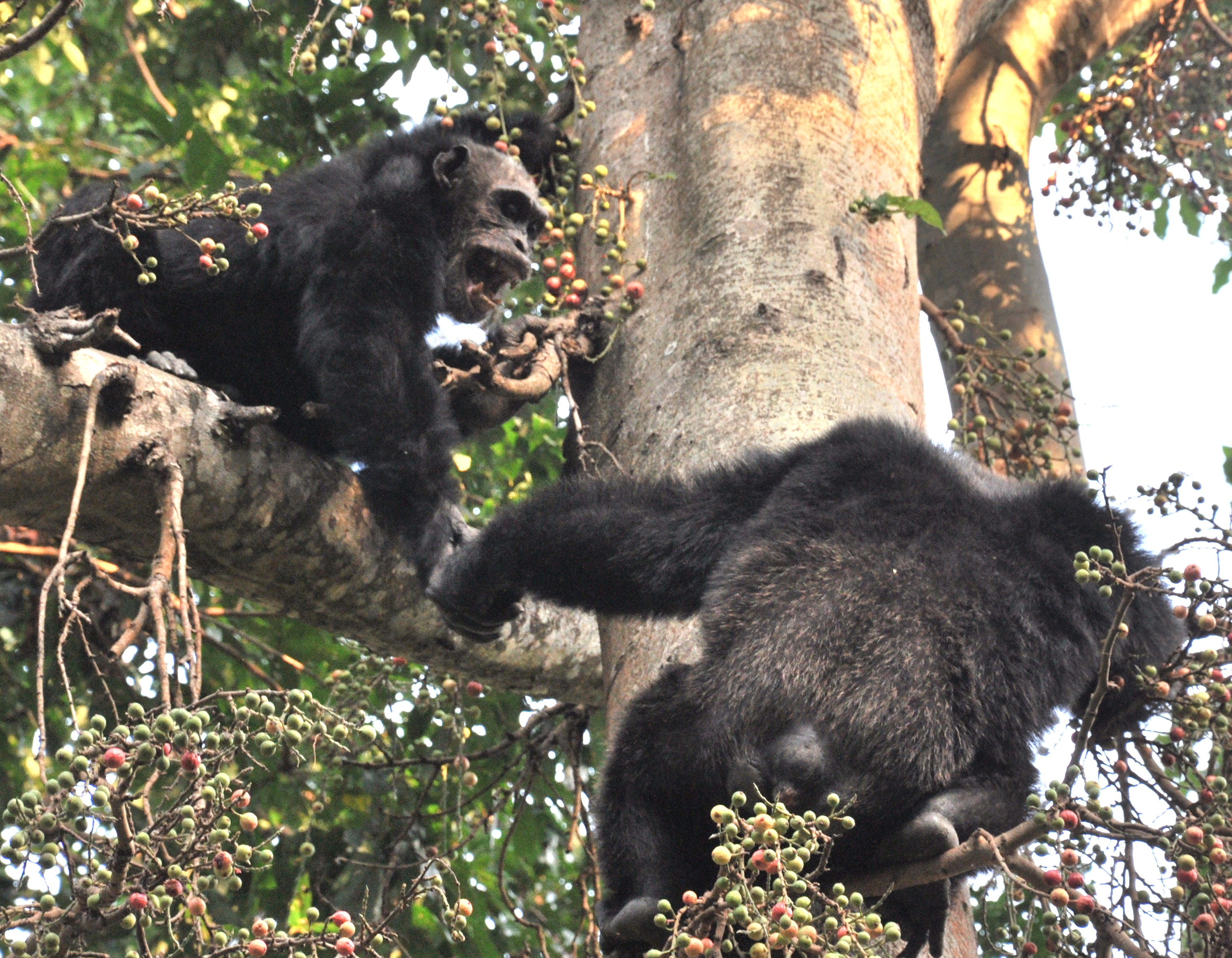
Alcuni scimpanzé

Il parco è noto per il fatto di ospitare una delle più numerose popolazioni di scimpanzé (Pan troglodytes) esistenti in natura, ma oltre agli scimpanzé sono presenti altre 8 differenti specie di primati tra cui il colobo dell'Angola (Colobus angolensis) e il colobo rosso occidentale (Piliocolobus badius).

La fascia di savana che circonda le pendici della catena montuosa ospita inoltre altri mammiferi tipici della fauna africana come il bufalo africano (Syncerus caffer), il leone (Panthera leo), il leopardo (Panthera pardus), l'elefante (Loxodonta africana) la giraffa (Giraffa tippelskirchi), la zebra (Equus quagga), la iena (Crocuta crocuta) ma anche specie più elusive e meno note come la mangusta dalla coda folta (Bdeogale crassicauda), la mangusta striata (Mungos mungo), il cefalofo azzurro (Cephalophus monticola), il nototrago di Sharpe (Raphicerus sharpei), l'oritteropo (Orycteropus afer) e il pangolino (Manis temminckii).

Molto ricca anche l'avifauna, a tutt'oggi censita solo in parte: tra le oltre 300 specie segnalate vi sono l'aquila coronata (Stephanoaetus coronatus), il turaco di Livingstone (Tauraco livingstonii), lo storno alirosse africano (Orychognathus morio), lo storno ametista (Cinnyricinclus leucogaster), la sterna zampenere (Gelochelidon nilotica), la colomba del Camerun (Columba arquatrix) e la faraona crestata (Guttera edouardi).

Merita per finire una menzione l'ittiofauna del lago Tanganica che ospita oltre 250 specie di pesci, la maggior parte delle quali endemiche del lago. In particolare l'ecosistema del lago viene spesso citato quale esempio paradigmatico della radiazione adattativa della famiglia dei Ciclidi (Perciformes), ogni specie della quale occupa una particolare nicchia ecologica.